# (21369) Gertfinger
(21369) Gertfinger (1997 NO4) – planetoida z pasa głównego asteroid okrążająca Słońce w ciągu 5,31 lat w średniej odległości 3,04 j.a. Odkryta 8 lipca 1997 roku.